# نعمت هانم
ولدت الاميرة نعمة الله توفيق عام 1881 وتوفيت عــــام 1966، ودفنت في جنوب فرنسا، وهي ابنة الخديوي توفيق بن إسماعيل بن محمد علي باشا، وقد حكم مصر منذ 1879 إلى عام 1892 . وهي أيضا شقيقة عباس حلمي باشا الثاني الذي حكم البلاد من عام 1892 إلى 1914 الذي خلفه السلطان حسين كامل والد زوجها كمال الدين، وقد حكم السلطان حسين كامل مصر بقرار من الحكومة البريطانية لمدة ثلاث سنوات من عام 1914 إلى عــام 1917 فترة الحرب العالمية الأولى. ثم خلفه في حكم البلاد الأمير احمد فؤاد الأول شقيقه ووالد اخر ملوك مصر الملك فاروق.